# Ernestinenberg (Zülz)
Ernestinenberg, polnisch Górka Prudnicka ist ein Ort in der Gemeinde Zülz (Biała) im Powiat Prudnicki der  Woiwodschaft Opole in Polen.

## Geographie
Das Straßendorf Ernestinenberg liegt etwa fünf Kilometer nördlich von Zülz, 15 Kilometer nordöstlich von Prudnik und 31 Kilometer südlich  von Opole in der Nizina Śląska.
Nachbarorte von Ernestinenberg sind im Norden Bresnitz (Brzeźnica) und im Süden Ellguth (Ligota Bialska).

## Geschichte

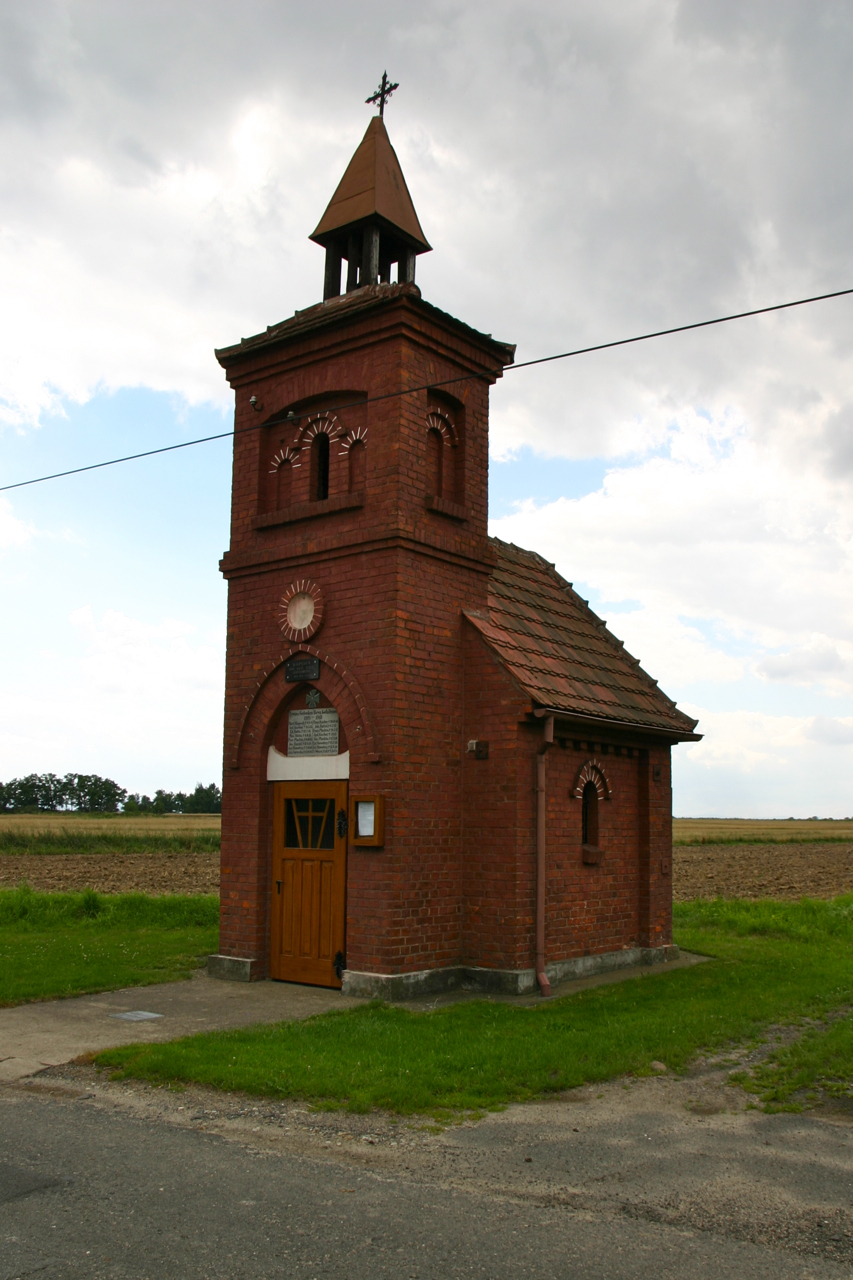
Kapelle

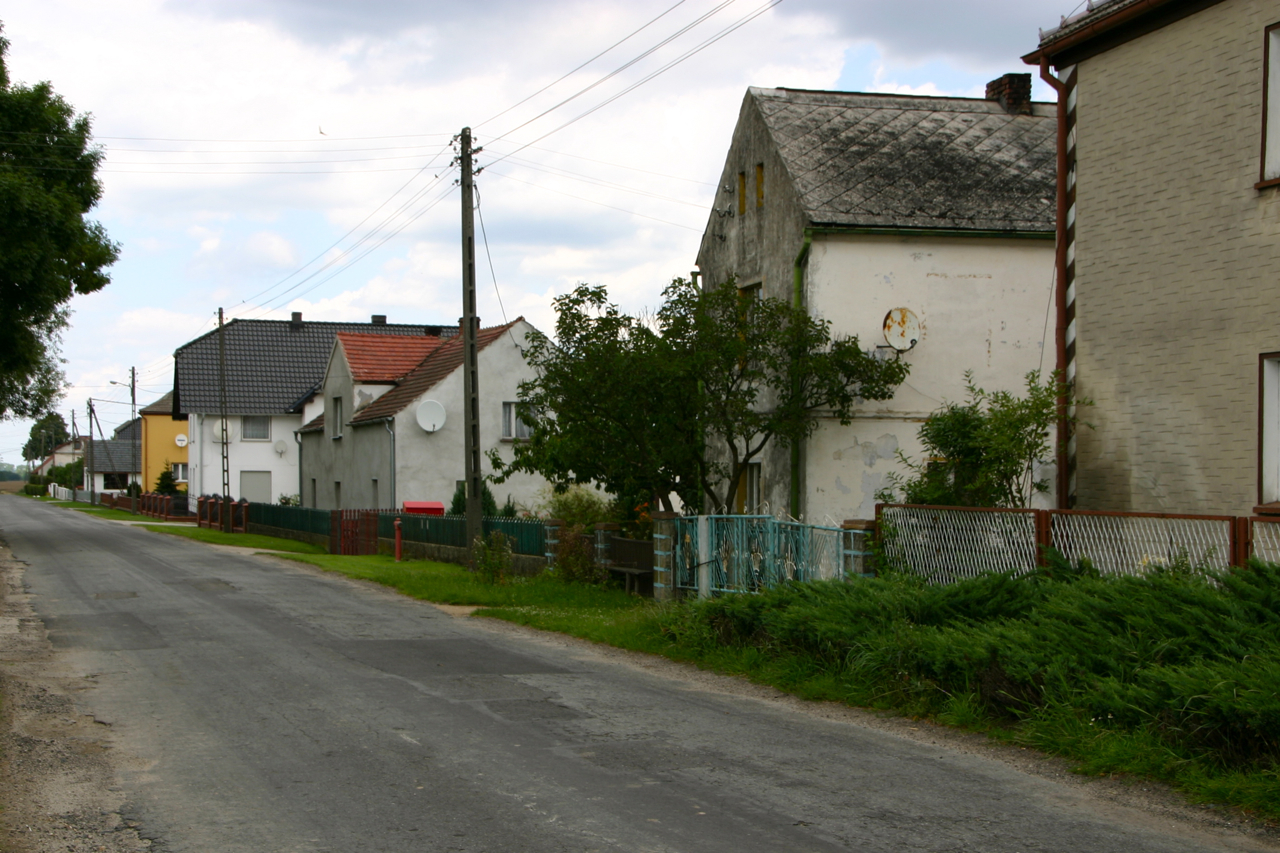
Dorfpartie

Das spätere Ernestinenberg wurde in der ersten Hälfte des 19. Jahrhunderts als Kolonie gegründet und 1845 erstmals urkundlich erwähnt. Die Einwohnerzahl lag damals bei 124, die in 24 Häusern wohnten. 1865 hatte Ernestinenberg 34 Kolonistenstellen. 1874 wurde der Amtsbezirk Radstein gebildet, dem die Landgemeinden Ellguth, Ernestinenberg, Mokrau und Radstein sowie die Gutsbezirke Mokrau Domäne und Radstein Domäne eingegliedert wurden. 1885 zählte Ernestinenberg 274 Einwohner.
Bei der Volksabstimmung in Oberschlesien am 20. März 1921 stimmten 206 Wahlberechtigte für einen Verbleib bei Deutschland und 17 für Polen. Ernestinenberg verblieb beim Deutschen Reich. 1933 lebten im Ort 252 Einwohner. Am 1. April 1939 wurde Brese nach Ernestinenberg eingemeindet. 1939 wurden 639 Einwohner gezählt. Am 1. April 1942 wurde die Landgemeinde Nassau O.S nach Ernestinenberg eingemeindet. Bis 1945 befand sich der Ort im Landkreis Neustadt O.S.
Als Folge des Zweiten Weltkriegs fiel Ernestinenberg mit dem größten Teil Schlesiens an Polen. Nachfolgend wurde es in Górka Prudnicka umbenannt und der Woiwodschaft Schlesien angeschlossen. 1950 wurde es in die Woiwodschaft Opole eingegliedert. Seit 1999 gehört es zum Powiat Prudnicki. Am 6. März 2006 wurde in der Gemeinde Zülz, der Ernestinenberg angehört, Deutsch als zweite Amtssprache eingeführt. 2008 erhielt der Ort zusätzlich den amtlichen deutschen Ortsnamen Ernestinenberg.

## Sehenswürdigkeiten
- Die Kapelle aus Backstein wurde 1850 errichtet und mit einer Figur des böhmischen Landesheiligen Johannes Nepomuk und einer Figur der hl. Barbara, Schutzpatronin der Bergleute, errichtet. In den 1920er Jahren wurde eine Gedenktafel mit den Gefallenen des Ersten Weltkriegs angebracht.